# Коргалжинський сільський округ
Коргалжи́нський сільський округ (каз. Қорғалжын ауылдық округі, рос. Коргалжынский сельский округ) — адміністративна одиниця у складі Коргалжинського району Акмолинської області Казахстану. Адміністративний центр — село Коргалжин.
Населення — 3296 осіб (2021; 4267 у 2009, 6143 у 1999, 8443 у 1989).
Станом на 1989 рік існувала Кургальджинська селищна рада (смт Кургальджинський, села Абай, Берлік, Біртабан, Коржинколь). Пізніше село Бірлік (Берлік) було передане до складу Амангельдинського сільського округу. Село Коржинколь ліквідовано 2001 року, село Біртабан — 2019 року.

## Склад
До складу округу входять такі населені пункти:
| Населений пункт  | Населення, осіб (1989) | Населення, осіб (1999) | Населення, осіб (2009) | Населення, осіб (2021) |
| ---------------- | ---------------------- | ---------------------- | ---------------------- | ---------------------- |
| Абай, село       | 527                    | 320                    | 83                     | 74                     |
| Коргалжин, село  | 7628                   | 5679                   | 4161                   | 3222                   |
| --Біртабан, село | 246                    | 144                    | 23                     | -                      |
| Коржинколь, село | 42                     | 0                      | -                      | -                      |